# كايلير (نيويورك)
كايلير (بالإنجليزية: Cuyler, New York)‏ هي بلدة أمريكية تقع في الولايات المتحدة في مقاطعة كورتلاند، نيويورك. يقدر عدد سكانها بـ 980 نسمة ومساحتها 112.7 كم2 وترتفع عن سطح البحر 509 متر.